# Districte de Pirot
El Districte de Pirot (en serbi: Пиротски Oкруг, Pirotski Okrug) és un districte de Sèrbia que s'estén pels territoris del sud-est del país. Té una població de 92.479 habitants, i el seu centre administratiu és Pirot.

## Municipis
Els municipis que formen el districte són:
- Bela Palanka
- Pirot
- Babušnica
- Dimitrovgrad

## Demografia
La composició ètnica del districte segons el cens de 2011 és la següent:
| Grup ètnic | Població |
| ---------- | -------- |
| Serbis     | 77.379   |
| Búlgars    | 6.602    |
| Gitanos    | 4.306    |
| Altres     | 4.192    |
| Total      | 92.479   |

|                        | Districte de Zaječar | Província de Vidin   |
| Districte de Nišava    |                      | Província de Montana |
| Districte de Jablanica | Província de Pernik  | Província de Sofia   |